# Maprounea guianensis
Maprounea guianensis är en törelväxtart som beskrevs av Jean Baptiste Christophe Fusée Aublet. Maprounea guianensis ingår i släktet Maprounea och familjen törelväxter. Inga underarter finns listade i Catalogue of Life.

## Bildgalleri

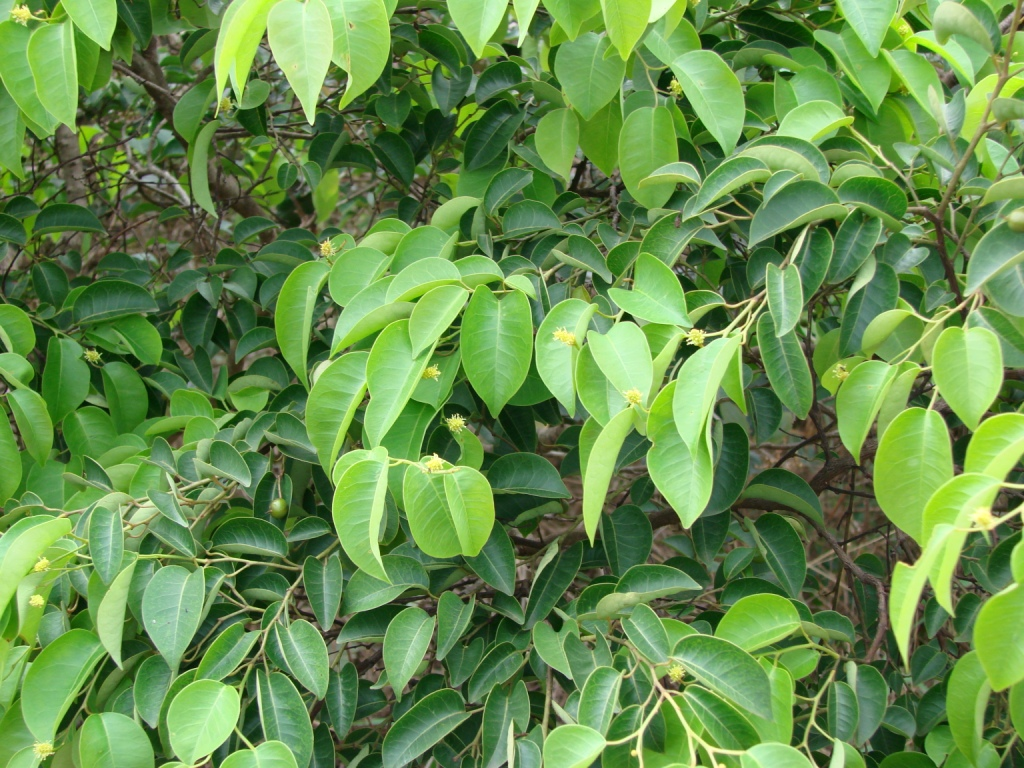
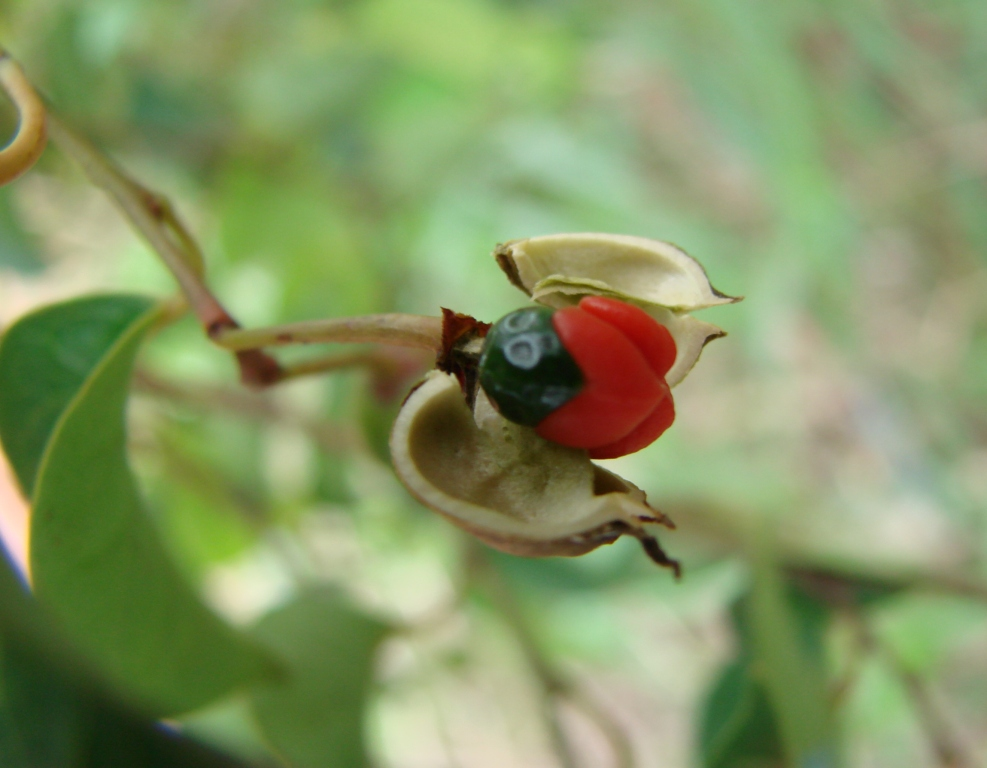